# MARS 태스크포스
MARS 태스크포스(MARS Task Force (MARS TF)), 정식명칭 임시 제5993여단(영어: 5993th Brigade (Provisional))은 제2차 세계 대전 중, 동남아시아 전구에 참전한 미국 육군의 특수부대였다. 이름의 MARS는 Martians의 준말이고, 메릴의 기습자들의 다음 갤러해드(GALAHAD) 부대였다.

## 역사
MARS 태스크포스는 1944년 7월 26일, 북부전투지역사령부에서 창설하였다.
메릴의 기습자들 생존자와 보충된 장병들을 모아 밋지나에서 8월 5일에 제475보병연대를 창설하고, 밋지나 북부 10마일(16 km) 떨어진 캠프 로버트 W. 랜디스의 램거 훈련소에서 장거리 돌파 등의 전투훈련을 하였다. 지휘부는 메릴의 기습자들의 생존자이자 베테랑인 윌리엄 L. 오스번 대령에게 연대장으로서 지휘를 맡겼다.
1944년 8월 26일, 인도 봄베이로 제124기병연대와 제613야전포병대대가 증원되었고, 12월 15일에 북버마 산맥으로 옮겨갔다. 더 험프를 통해 또다시 중국 쿤밍으로 넘어갔다. 9월 20일, 제124기병연대, 제475보병연대, 메릴의 기습자들의 생존자들, 국민혁명군의 독립 제1연대가 모여 MARS 태스크포스를 결성하였다.
1945년 초에 제124기병연대와 MARS 태스크포스는 일본군으로부터 버마 도로를 다시 장악하였다.
제124기병연대는 1945년 7월 1일 쿤밍에서 해산하였다.

## 지휘관
MARS 태스크포스 사령관
1. 준장 토머스 A. 암스(Thomas A. Arms); 1944년 7월 26일, 교통사고로 교대
2. 준장 존 P. 윌리(John P. Willey); 1944년 10월 31일

제475보병연대 연대장
1. 대령 윌리엄 L. 오스본(William L. Osborne); 1944년 8월 ~ 10월
2. 준장 어니스트 이스터브룩(Erest Easterbrook)

제124기병연대 연대장
1. 대령 밀로 H. 매테선(Milo H. Matteson); 1944년 4월 ~ 11월
2. 대령 토머스 J. 해비(Thomas J. Heavey); 1944년 11월 ~ 1945년 1월
3. 대령 로렌 D. 페그(Loren D. Pegg); 1945년 2월 ~ 1945년 7월

## 부대
- 지휘부
  - 제18수의후송병원 - 95명
  - 일본어통역심문팀 - 29명
  - 제13산악의무대대, B중대 - 108명
  - 제511의무집중중대 - 197명
  - 제164통신사진중대
- 제475보병연대 (장거리돌파)(특수) - 3,300명
  - 제612야전포병대대 (Pack mule) - 470명
  - 제44이동외과병원 - 34명
  - 제31, 33, 35병참대  (Packed mule) - 55명
  - 군견분견대 16명
  - 제7중국동물수송중대 [½] - 50명
  - 3개 소대
    - OSS 제101분견대
    - 카친 레인저
- 제124기병연대 (특수) - 2,100명; 1944년~ 1945년 7월 1일
  - 제613야전포병대대 (Pack mule) - 470명; 1944년 8월 26일
  - 제49이동외과병원 - 70명
  - 제37, 252, 253병참대
  - 군견분견대 - 20명
  - 제7중국동물수송중대 [½] - 50명
  - 3개 소대
    - OSS 제101분견대
    - 카친 레인저

MARS 태스크포스의 전력으로서 국민혁명당의 린관샹(Lin Kuan-hsiang) 대좌?가 이끄는 2,600명 규모의 독립 제1연대도 있었으나, 이들은 오직 작전 협력만 함께 할 뿐이었고, MARS 태스크포스에 결코 배속되지는 않았다.

## 사진첩

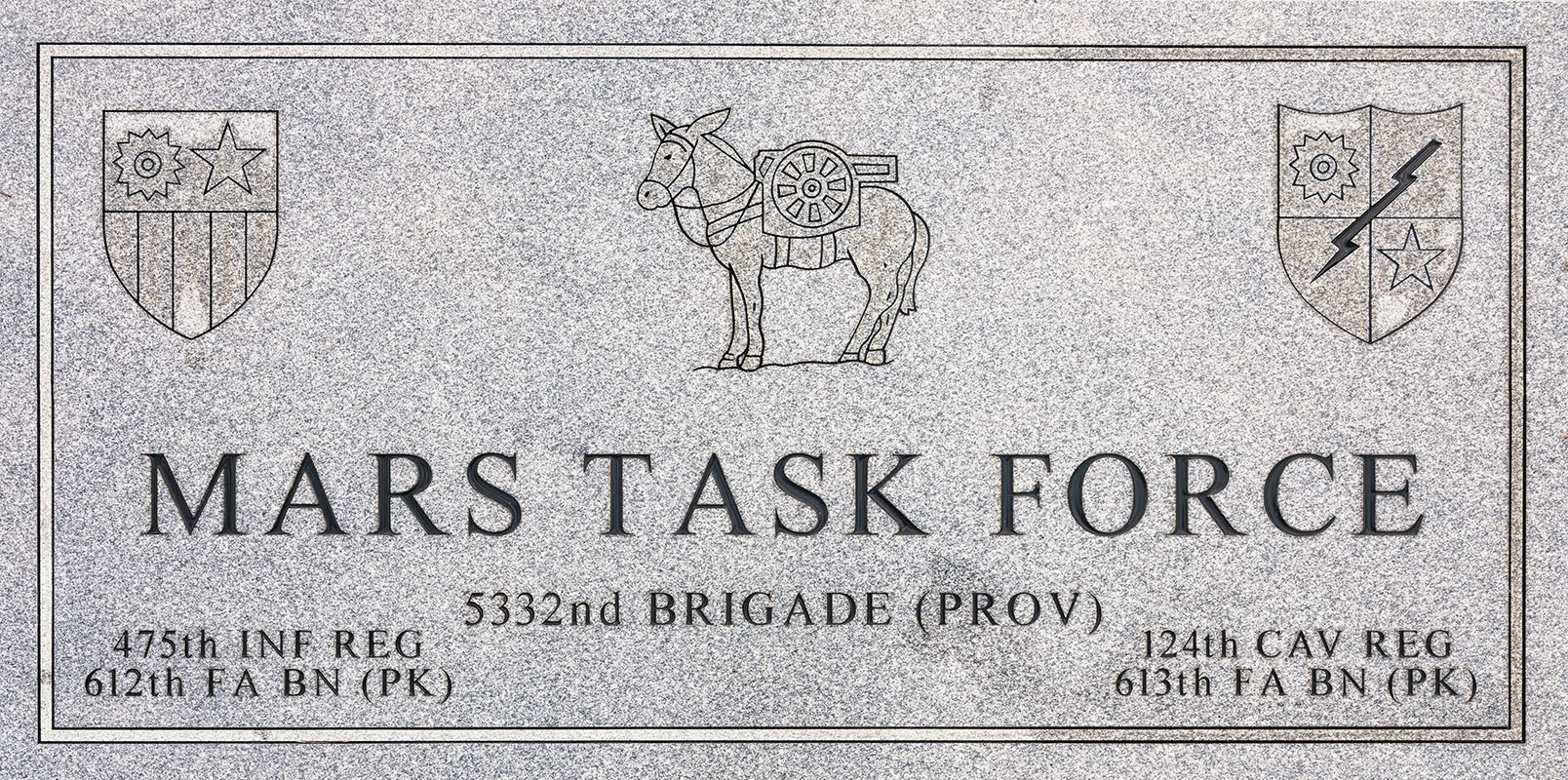
USASOC 본부 앞에 있는 기념비석 (2020년 2월 3일)
버마 바모를 향해 짐꾼 나귀들을 이끌고 도하하는 제475보병 2대대의 Mule skinner,  (1944년 11월 17일)
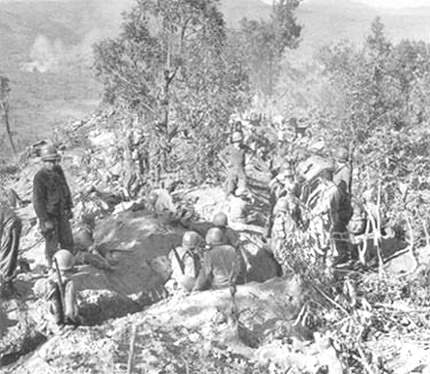
Loi-kang Ridge 위의 Mars TF (현재 같은 이름의 산봉우리가 두군데 있음)
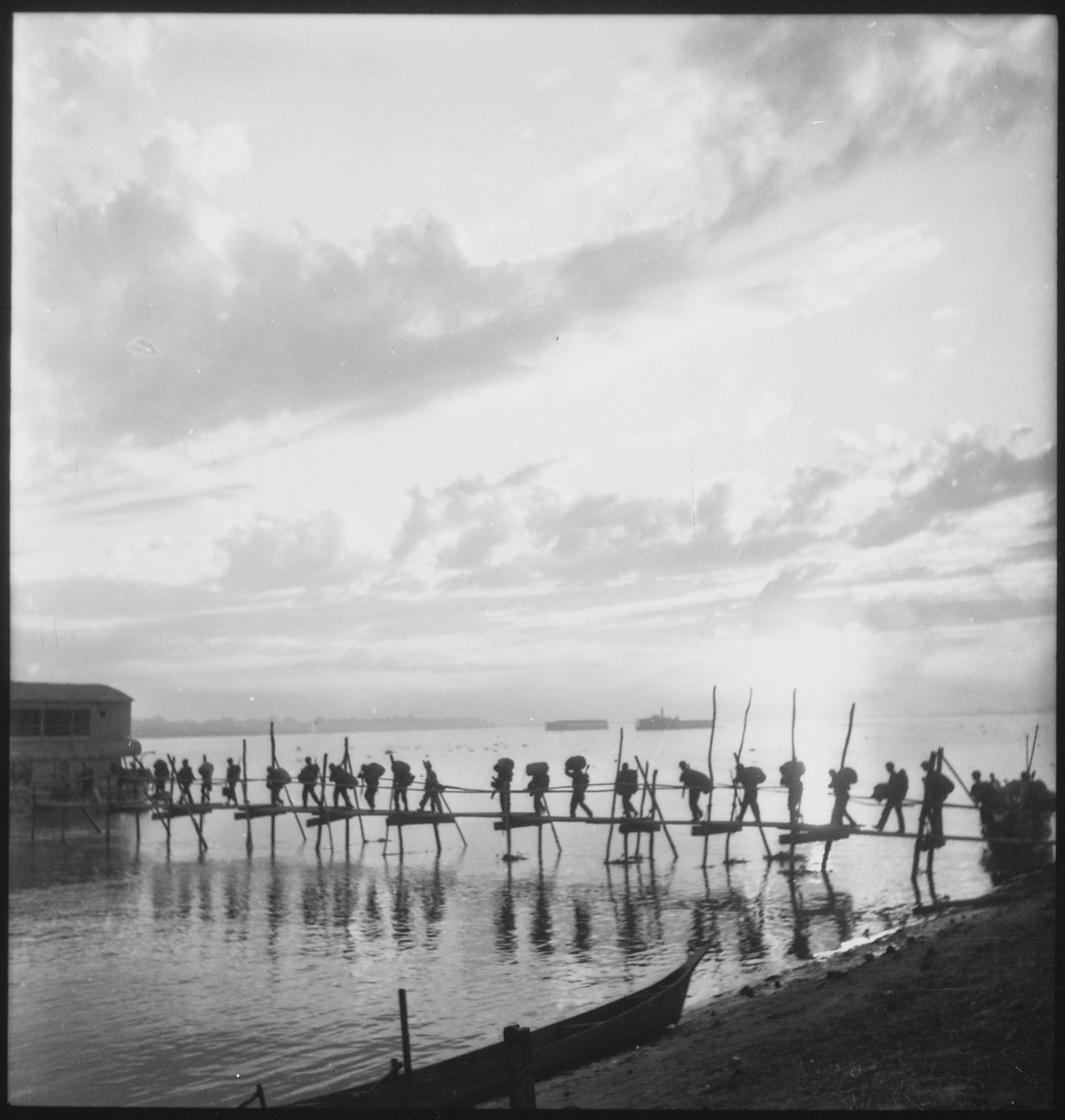
판두에서 촬영된 버마 수도의 밋지나로 이동하는 제124기병대원의 실루엣 (1944년 10월 25일)
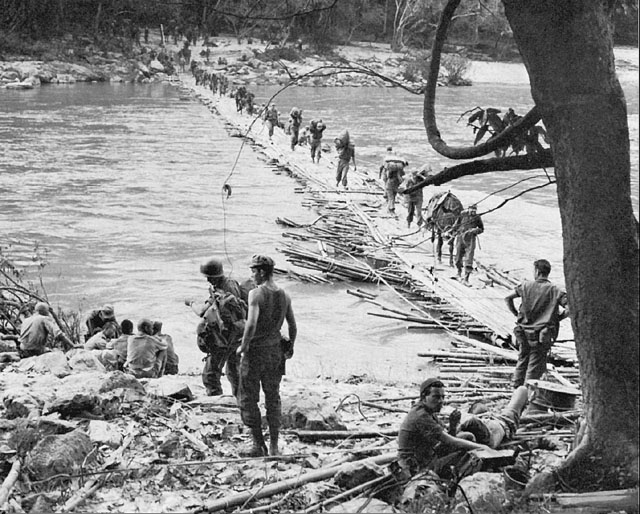
버마의 Shweli River에 놓인 대나무 다리로 도하하는 대원들 (1944년 12월)
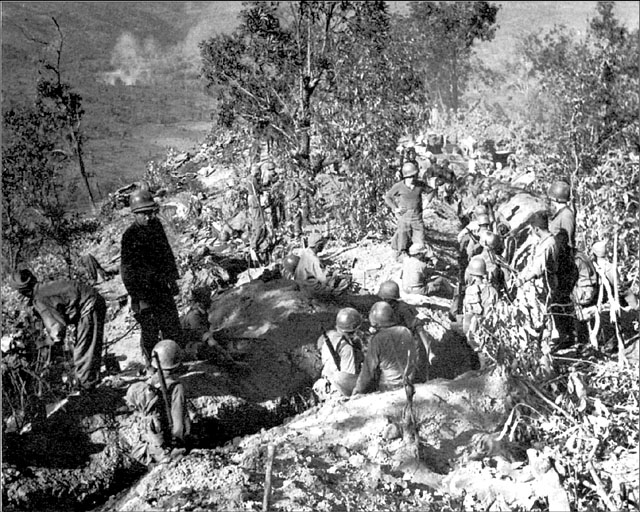
Loi-Kang Ridge의 475보병 2대대 (1945년 1월 19일)
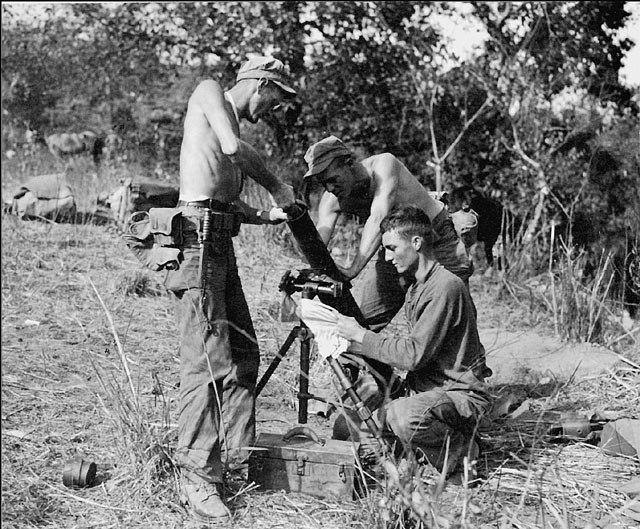
제12기병의 81 mm M1 박격포 분대 (1945년 1월 22일)
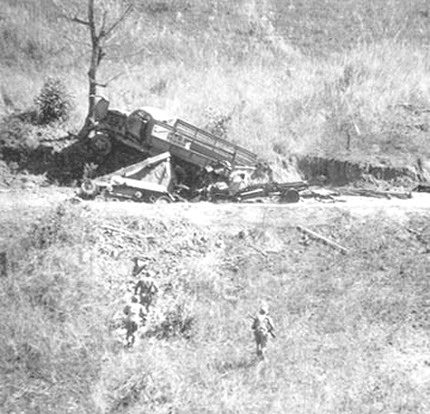
MARS 폭파팀이 날라서 만든 버마 도로의 분화구에 갇힌 일본군 화물차와 Tankette

## 같이 보기
- 전략사무국 제101분견대
- 메릴의 기습자들(영어판)
- 제1특수임무부대(영어판)
- 미국 육군 레인저 레인저대대

## 참고

### 인용
1. ↑  “124th Cavalry Regiment”. Camp Mabry, Austin Texas: Texas Military Force Museum. 2023년 6월 27일에 확인함.

### 자료
- Sacquety, Troy J. (2009). “Over the Hills and Far Away: The MARS Task Force”. 《Veritas》 (영어) 5 (4). 2023년 6월 26일에 확인함.
- MacGarrigle, George L. 《Central Burma》. The Campaigns of World War II (영어). Washington D.C.: Center of  Military History. CMH Pub 72-37. 2023년 6월 26일에 확인함.
- Romanus, Charles F.; Sunderland, Riley (1958년 4월 25일). 〈PART TWO: Plans and Preparations for Opening a Port in China〉. 《China-Burma-India Theater》. United States Army in World War II (영어). 2023년 6월 26일에 확인함.
- Romanus, Charles F.; Sunderland, Riley (1958년 4월 25일). 〈Chapter VII: Victory in Burma Frees Troops for China〉. 《China-Burma-India Theater》. United States Army in World War II (영어). 2023년 6월 26일에 확인함.